# 東京コミュニケーション放送

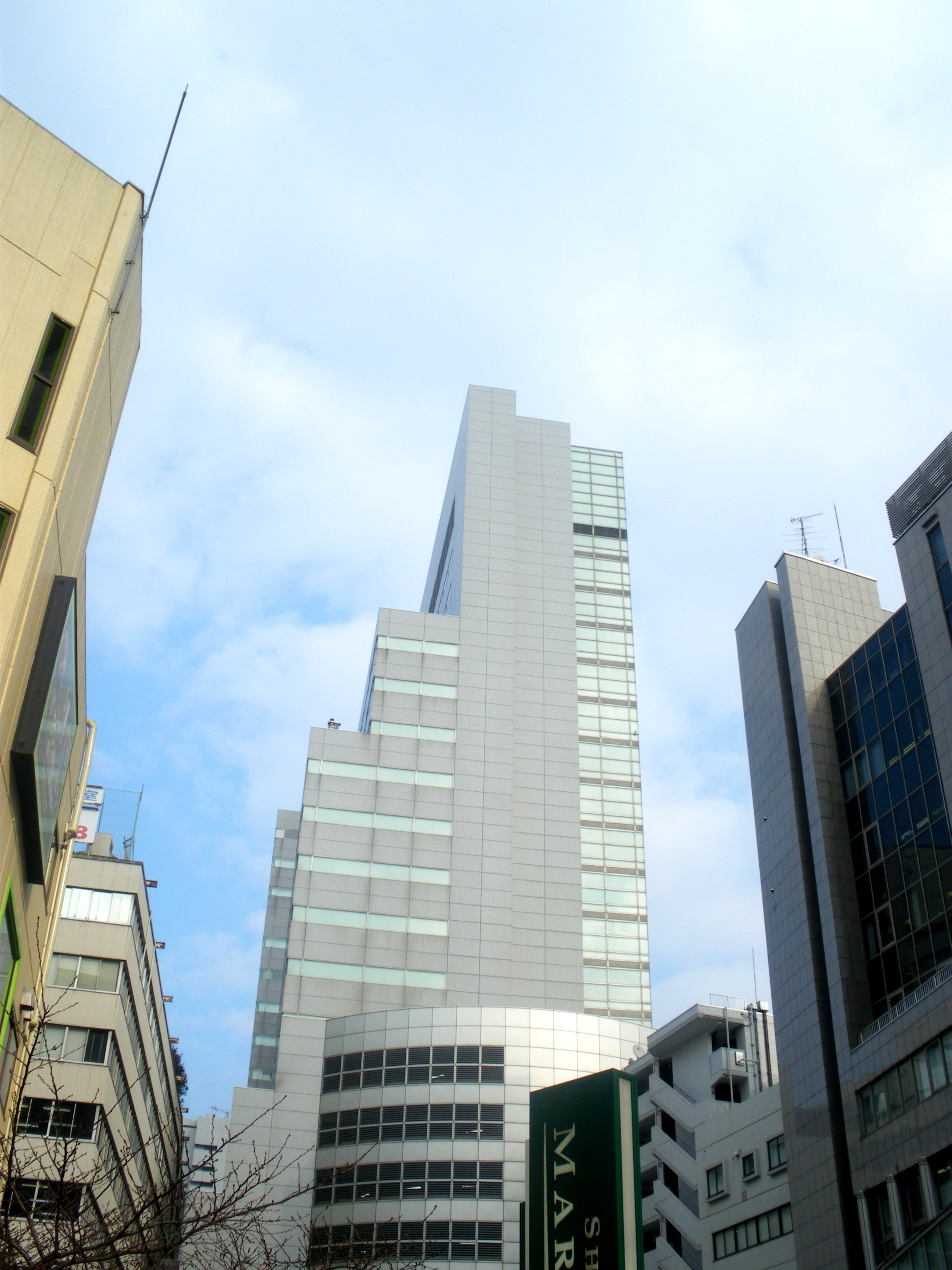
2012年まで本社のあった渋谷マークシティWEST

東京コミュニケーション放送株式会社（とうきょうコミュニケーションほうそう）は、東京都渋谷区全域、港区・目黒区の各一部地域を放送区域とする超短波放送（FMラジオ放送）の特定地上基幹放送事業者として、「SHIBUYA-FM」の愛称でコミュニティ放送事業を行っていた企業である。

## 概要
地域番組と「渋谷文化」の代表的な音楽をあわせた番組構成で、後者はフュージョンが多く、音楽放送「M.O.V.E（旧称SOUND MODULATOR）」を中心にノンストップで数多く放送していた。
送信所（送信アンテナ）は、渋谷区渋谷1-2-5のアライブ美竹ビルの屋上にあった。当初の本社兼スタジオは渋谷区東に所在し、代官山地区に移転。2000年（平成12年）に渋谷マークシティに移転し、2012年8月27日に隣接する新大宗ビルに移転したが公開スタジオは設けなかった。
2007年（平成19年）初夏頃に、渋谷マークシティ4Fに所在していたスタジオのネーミングライツをNEW BALANCEが取得し、広報や放送で「SHIBUYA-FM NEW BALANCE STUDIO」と呼称していた。2011年（平成23年）7月1日からエリア制限なしのストリーミング放送を開始した。他社のコミュニティ放送はストリーミングにSimulRadioなどを多く利用するが、当社は独自に運営した。
2013年（平成23年）1月11日に放送を休止し、7月9日に7月10日を廃止日とする特定地上基幹放送局の廃止届を関東総合通信局に提出して受理され、7月10日に特定地上基幹放送局を廃止した。2014年（平成26年）7月9日に東京地方裁判所から破産手続開始の決定を受けた。負債総額約2億8,100万円であった。

## 沿革
- 1995年（平成7年） - 東京コミュニケーション放送株式会社設立、本社を渋谷区東に置く。
- 1996年（平成8年） - 放送局（現・特定地上基幹放送局）の免許を取得し開局[3]。出力は10W。
- 1998年（平成10年） - 渋谷区恵比寿西に移転。
- 2000年（平成12年） - 渋谷区道玄坂（渋谷マークシティ）に移転。出力を20Wに増力。シティ出版（現・PARCO出版）と行っていたストリーミング放送を終了[4]。
- 2011年（平成23年） - ストリーミング放送開始。
- 2012年（平成24年） - 道玄坂（新大宗ビル）に移転。
- 2013年（平成25年） - 放送を休止。特定地上基幹放送局を廃止。
- 2014年（平成26年） - 破産手続開始の決定を受け倒産。

## 主な番組
- SHIBUYA VILLEGE VOICE（月 - 金曜 10:30 - 11:58）
- ROCK YO TOWN（月曜 20:00 - 21:00）
- GUITARVILLE SHIBUYA（第3・第4月曜 21:00 - 22:00）小野瀬雅生（クレイジーケンバンド）
- SHIBUYA LOVAL DEVELOPMENT（水曜 20:00 - 21:00）
- WORLD STANDARD（木曜 20:00 - 21:00）
- WORLD FAMOUS（金曜 20:00 - 20:30）DJ HIRAKATSU・L-VOKAL
- PIN UP（土曜 10:00 - 12:00）
- SOUND ECOLOGY TUNE（土曜 16:00 - 17:00）マイク眞木・江口真由
- PLAYGROUND（日曜 16:00 - 17:00）
- CLUB RADIO DICTIONARY（Yes-FM、Style FM等にもネット）

## 備考
- 第一興商スターデジオにチャンネルがあり、サイマル放送をしていた。
- 渋谷区神南1-6-3のフラッグタワー内にあった渋谷STORMY[5]にサテライトスタジオがあり、定期的に放送していた。当時はNHK放送センターにもっとも近い民放スタジオであった。
- 廃局後、渋谷区はコミュニティ放送の空白域となっていたが、2016年（平成28年）4月より「渋谷のラジオ」が放送を開始し、3年ぶりに空白が解消された。